# Летняя многопрофильная школа при МЦНМО
Летняя многопрофильная школа (ЛМШ) при Московском центре непрерывного математического образования (МЦНМО) — это летний образовательный лагерь для школьников. Школа уже более 30 лет проводится благодаря усилиям коллектива молодых и талантливых преподавателей — студентов и выпускников ведущих российских вузов (МГУ им. М. В. Ломоносова, МФТИ, МИЭТ, МГТУ им. Н.Э. Баумана, ГУ-ВШЭ, ММА им. И. М. Сеченова, РХТУ им. Д. И. Менделеева и других).

## Цели и задачи Летней школы
- Развитие у старшеклассников интереса к современной науке и представления о специфике научной работы, создание условий для творческой работы школьников;
- Формирование у старшеклассников представлений о современной науке, культуре, искусстве как о поле для собственного творчества;

Создание среды, помогающей одаренным детям общаться друг с другом.
В ЛМШ принимаются школьники, окончившие 8-10 класс и интересующиеся естественнонаучными и гуманитарными дисциплинами. Чтобы попасть в ЛМШ, необходимо пройти конкурсное собеседование. Собеседования традиционно проводятся в апреле в Москве, Обнинске, Владимире, Туле и Алексине. Также в ЛМШ могут поехать школьники и из других регионов России — вопрос об их обучении решается в индивидуальном порядке.

## История ЛМШ

### Основание: летняя математическая школа
ЛМШ (тогда ещё Летняя Математическая Школа) была создана в 1978 году доцентом Тульского Государственного Педагогического Института (ТГПИ) В. Е. Зубаревым, как летний математический лагерь, нацеленный на подготовку старшеклассников к поступлению и учёбе на математическом факультете ТГПИ. В ЛМШ тогда только учили детей, и учили только математике: никакой иной деятельностью, кроме обучения математике, со школьниками не занимались.
В 1987 году в ЛМШ в качестве вожатых попадают Вадим Евгеньевич Котов, студент физфака ТГПИ, ныне — преподаватель физики Химического лицея г. Тулы, и Сергей Львович Милов, студент МФТИ, ныне преподаватель математики Химического лицея г. Тулы. В конце 1990-х годов они взяли на себя руководство лагерем, поскольку ТГПИ постепенно прекращает поддержку ЛМШ. С 1990 года ЛМШ делается независимо от ТГПИ и приобретает статус областного профильного лагеря для одаренных старшеклассников. Поэтому 1990 год также иногда называется, как год основания ЛМШ.

### Развитие: отделения «М» и «Ф»
В последующие годы ЛМШ сильно меняется. Теперь сотрудниками ЛМШ, наряду со студентами тульских университетов, становятся студенты московских ВУЗов (преимущественно МГУ и МФТИ) и ЛМШ ставит своими целями заинтересовать старшеклассников научной работой и подготовить их к учёбе в московских ВУЗах. Школа становится многопрофильной: появляется физика, химия, биология, программирование. Для организации учебного процесса были созданы кафедры математики, программирования, физики, химии и биологии. Помимо обязательных курсов появляются факультативы самого разного содержания. Развивается и внеучебная деятельность, выражающаяся в отрядной работе, проведении различных интеллектуальных игр, литературно-музыкальных вечеров. ЛМШ становится более неформальной: на месте школы рождается сообщество студентов и школьников, имеющих между собой много общего, объединённое научной работой. В ЛМШ первой половины 90-х годов приезжали преимущественно учащиеся лучших естественно-научных школ Тулы — школы-лицея № 73 (ныне — лицей № 2), школ № 4, № 39, № 20, лицея № 1 (ныне — Пушкинский лицей) и химического лицея.
Постепенно увеличивается число детей и сотрудников в лагере. Когда размер ЛМШ превысил критический уровень, было решено разделить ЛМШ на два независимых лагеря, что и было сделано в 1998 году. Они стали называться отделениями «М» и «Ф» Летней Многопрофильной Школы. Отделение «М» было организовано сотрудниками ЛМШ, являвшимися в основном студентами механико-математического, биологического факультетов и факультета почвоведения МГУ. В работе отделения «Ф» первоначально приняли участие преимущественно студенты МФТИ и физического факультета МГУ. В настоящее время эта школа известна как «Атмосфера».
С 1998 года в ЛМШ «М» традицией стало проводить собеседования не только в Туле, но и в крупных районных центрах области — Новомосковске, Алексине, Ефремове. В результате увеличивается число школьников из Тульской области — их уже около половины. Школа становится международной — в 2000 году в ЛМШ «М» появляются школьники с Украины, в 2001 году — из Эстонии и Германии. В 2014 и 2015 — из Японии.
С 2001 по 2003 год школа проводилась в виде полевого палаточного лагеря в Тесницком лесу Тульской области (в отличие от предыдущих лет, когда местом проведения ЛМШ были детские оздоровительные лагеря Тульской области — «Космос», «Кировец» и другие). Вследствие этого в 2001 году от ЛМШ «М» отделилась некоторая часть детей и сотрудников, для которых была неприемлема такая база школы. Они организовали Летнюю естественнонаучную школу (ЛНШ), ныне имеющую название «Школа третьего тысячелетия».
В 2002 году ЛМШ «М» становится Тульской летней школой при Московском Центре непрерывного математического образования (МЦНМО). Появляется возможность проведения собеседований в Москве и Московской области. В ЛМШ появляются школьники из Москвы, Электростали, Долгопрудного. В 2006 году Летняя Школа приходит в Калужскую область, и принимает школьников из Обнинска, Наро-Фоминска, Калуги. В связи с расширением географии школьников, в 2007 году слово «Тульская» из названия исключается.
В 2004 и 2006—2007 годах школа проводилась в поселке Городец Юхновского района Калужской области, в 2005 году — в лагере «Руднев» в Тульской области, в 2008 году — в подмосковье, в деревне Могутово Щелковского района.
С 2009 по 2012 Летняя многопрофильная школа проводилась на базе загородного детского оздоровительного лагеря «Полет» в Боровском районе Калужской области. В 2014 году ЛМШ была проведена в ЗДОЛ «Космос» в Алексинском районе Тульской области.
В 2013 году смена ЛМШ проходила в ДОЛ «Полет» в Калужской области. В 2014 - снова в лагере «Космос» в Тульской области.
С 2015 по 2017 смена Летней многопрофильной школы проводилась в лагере "Солнечный" в Алексинском районе рядом с селом Бунырево. В 2018 году - лагерь "Солнечный" рядом с городом Тула.
В 2019 году смена прошла в ДОЛ "Новая волна" недалеко от Ясной поляны в Тульской области. В 2020 году, из-за коронавирусных ограничений, смены не было. С 2021 года смены снова проходят в ДОЛ "Солнечный" рядом с Тулой.

## Цели и задачи ЛМШ
- Развитие у старшеклассников интереса к современной науке и представления о специфике научной работы, создание условий для творческой работы школьников. В ЛМШ работают студенты ведущих научных ВУЗов страны, которые занимаются научной работой, знают современное состояние науки и могут рассказать об этом старшеклассникам.
- Создание адекватной среды общения для одаренных детей. Зачастую одаренные дети находятся в культурной и социальной изоляции: они не могут найти сверстников, соответствующих их культурному и интеллектуальному уровню. Особенно остро эта проблема стоит в малых городах. Летняя Школа вносит определённый вклад в решение этой проблемы.
- Формирование у старшеклассников представления о современной науке, культуре, искусстве как о поле для собственного творчества. Зачастую школьники воспринимают науку и искусство, как нечто завершенное, с чем можно познакомиться, но изменить ничего уже нельзя. Им кажется, что все научные законы уже давно открыты Ньютоном или Эйнштейном и открыть что-либо принципиально новое невозможно. Такой взгляд во многом формируется школьным образованием. Однако, истинная культура существует только в акте творческого восприятия её результатов. В ЛМШ разрабатываются методики, дающие обучающимся возможность почувствовать радость творческого общения с произведениями культуры. В научной области это достигается решением особого рода задач и особой формой организации занятий. В области искусства применяются специальные игровые методики (сюжетно-ролевые и имитационные игры, литературно-музыкально-художественные вечера, клубы).

## Учёба в ЛМШ

### Задачи учебного процесса
- Показать на доступном материале, чем занимается современная наука. Зачастую школьники, выбирая будущую профессию, особенно если эта профессия связана с фундаментальной наукой, не представляют себе, чем же эта наука, собственно, занимается. Преподаватели ЛМШ — студенты, аспиранты и выпускники многих, в том числе ведущих вузов страны. Они знакомы со спецификой научной работы, поскольку сами этой работой занимаются. Учащиеся ЛМШ — старшеклассники, которым нравится математика, физика, химия, биология, программирование, технические и гуманитарные науки. ЛМШ дает школьникам возможность узнать об этих науках то, что они никогда не узнают в школе.
- Добиться от школьников понимания используемых ими методов. Основной упор в школьном курсе математики делается на механическое использование различных методов решения задач. При этом многие школьники не понимают главного — основы этих методов, и не могут их применить в незнакомой (не пройденной ранее) ситуации. Часть курсов ЛМШ посвящена повторению школьной программы, при этом основной упор делается не на применение, а на понимание используемых методов.
- Развить у школьников навыки самостоятельного мышления. Хорошим способом достижения этой цели является решение оригинальных, нестандартных задач. Среди нынешних учащихся ЛМШ есть участники Всероссийских олимпиад. Часть преподавателей ЛМШ, будучи школьниками, сама принимала участие (и побеждала!) во Всероссийских, Всесоюзных и даже Международных олимпиадах. А кое-кто из них, возможно, не достиг бы этих результатов, если бы не учился в своё время в ЛМШ. Поэтому некоторые курсы в ЛМШ носят именно олимпиадный характер.

### Организация учебного процесса
Смена в ЛМШ состоит из трех учебных недель. Неделя — из 5 учебных дней и зачетной субботы. День состоит из трех пар — две первые до обеда, третья — после обеда. Посещение этих пар является обязательным. Первые две пары всегда зачетные и проводятся по профильным предметам: математике, физике, химии, биологии, программированию, технике, экономике, гуманитарным наукам. Третья пара не обязательно зачетная и может носить произвольный характер. В субботу по обязательным парам школьники сдают зачет. Система оценок в ЛМШ — десятибалльная.
Кроме того, с 1998 года в ЛМШ также стала практиковаться новая форма занятий — лекция. Лекции рассчитаны на любую группу слушателей, обычно по объёму меньше учебного курса и занимают один или несколько вечеров (курс лекций). Для чтения лекций в ЛМШ специально приглашаются интересные люди.
Для организации учебного процесса в ЛМШ созданы кафедры математики, физики, химии, биологии, технических наук и общего образования. Преподаватели каждой кафедры готовят курсы так, чтобы каждый школьник нашел себе курс в интересующей его области. «Хороший» курс в ЛМШ — это «научный» курс, который был бы доступен и интересен детям, включал бы в себя практические занятия, а лучше — совместную реализацию детьми какого-либо проекта, моделирующего научную работу.
Каждый школьник выбирает себе курсы самостоятельно. Аннотации всех курсов с краткой информацией вывешиваются за день до начала следующей учебной недели. В воскресенье проводится презентация, на которой каждый преподаватель представляет свои курсы. После этого дети делают свой выбор.

### ЛМШ — это не только учёба
Для того, чтобы обучающиеся три недели напряженно работали на занятиях, не только не снижая творческой активности, но и наращивая свой потенциал, жизнь в лагере организовывается с учётом необходимости регламентированного отдыха. Когда одно дело сменяется другим, не менее интересным и творческим, школьники не устают, а обретают новый жизненный тонус. Обеспечить режим постоянной смены видов и областей деятельности позволяет специальная система игр. В ЛМШ проводятся сюжетно-ролевые и имитационные, интеллектуально-соревновательные и спортивные, литературно-художественные и музыкальные игры.
Идеи для большинства игр придумываются на организационных и предварительных сборах сотрудников в течение всего года. Каждый год разрабатывается большое количество новых игр. Создание игр — хороший способ поддержания творческого потенциала педагогической команды. Кроме того, когда игра только что придумана, играть в неё интересней. Помимо этого, значительную часть игр в лагере составляют традиционные, проводимые почти каждый год и хорошо зарекомендовавшие себя.
Кроме игр на проектировочном сборе начинаются постановки литературно-музыкальных вечеров (в ЛМШ их называют «клубами»), посредством которых вожатые и преподаватели стараются передать ребятам свои интересы в области литературы, музыки, живописи. Тематика клубов меняется из года в год.